# Phytoecia acridula
Phytoecia acridula là một loài bọ cánh cứng thuộc họ Xén tóc. Loài này được Holzschuh mô tả năm 1981. Loài này có ở Tajikistan.